# Skipsleat (Joure)
Skipsleat (Nederlands: Schipsloot) is een woonwijk in Joure die is gebouwd in de jaren tachtig en jaren negentig van de twintigste eeuw. De wijk ligt tussen de Haskerveldweg, Vegelinsweg, Koarte Ekers en de wijk Wyldehoarne. Het is de eerste wijk die buiten de tot dan toe bestaande begrenzing van Joure valt. Skipsleat is genoemd naar de Nieuwe Schipsloot, een voormalige vaart die door de westkant van de wijk loopt.

## Historie

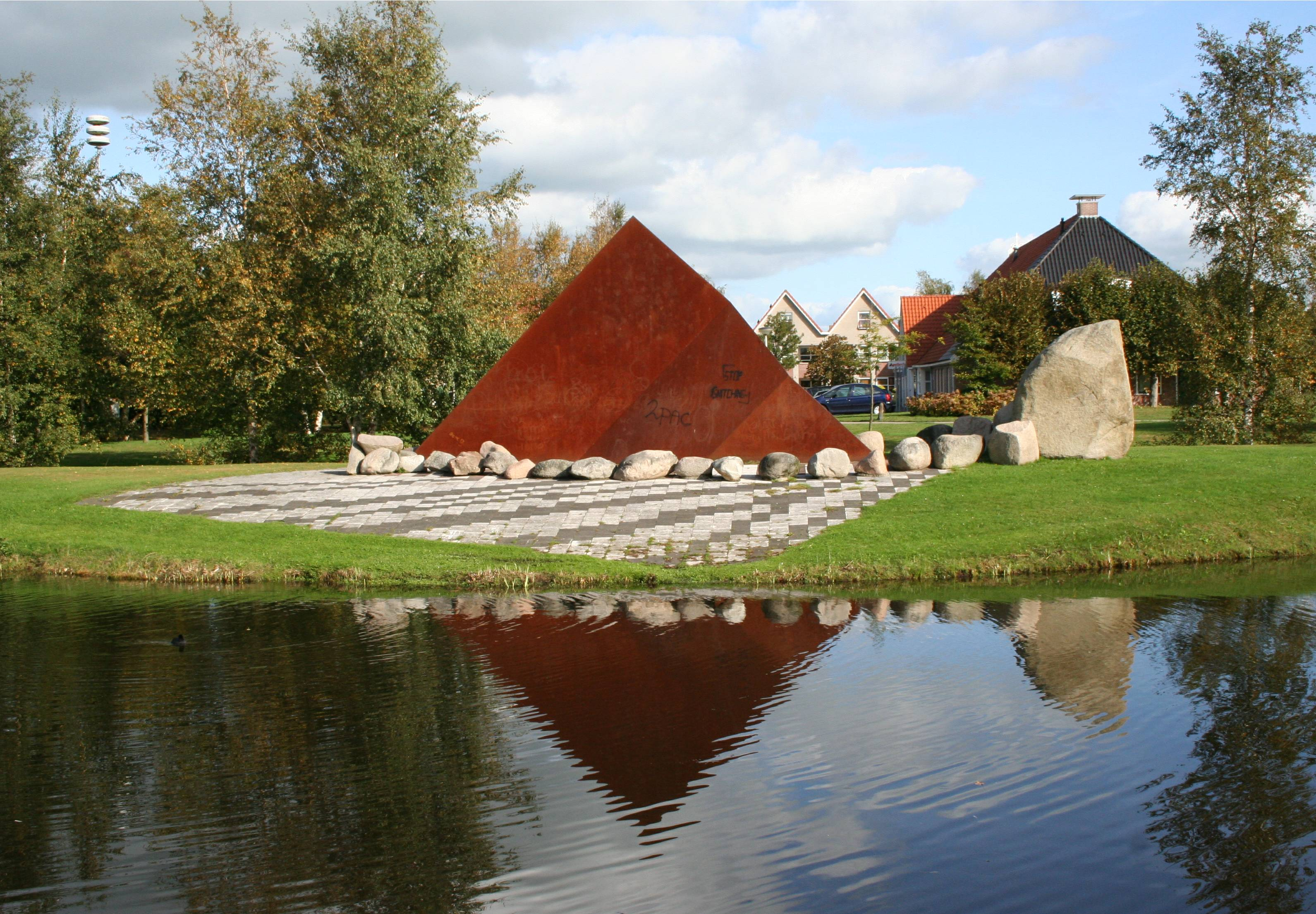
It Húne Skip (1990) is een kunstwerk dat aan It Beaken staat. Het stelt een Hanzekogge voor; een boot uit de 13e eeuw. De gebruikte zwerfkeien zijn gevonden bij het bouwrijp maken van de wijk. De zwaarste steen kwam in 1988 tevoorschijn en weegt 16.000 kg.

Voor de bouw bestond het gebied uit weilanden met enkele boerderijen. Het is voor het eerst dat een woonwijk niet tegen oud-Joure wordt aangebouwd, maar tegen de bestaande wijken Schepenkwartier en Westermeer.
Ondernemers van industriegebied Tolhúswei zijn fel tegen de bouwplannen. Ze vrezen dat ze hierdoor hun snelle verbinding met Knooppunt Joure kwijtraken; de rondweg wordt een weg met snelheidsbeperkende maatregelen. Zij preferen de bouw van woonwijk elders. Desondanks besluit de gemeente Skipsleat door te zetten.
In 1985 gaat de bouw van start, in het deel van de wijk dat in het verlengde van de E.A. Borgerstraat ligt. De wijk groeit snel. In 1989 schrijft de Leeuwarder Courant dat de belangstelling voor de tweede bouwfase groot is. Skipsleat was in 1993 een van de zeventig wijken die het ministerie van VROM overwoog als voorbeeldwijk. Het ministerie schrijft dat de wijk ruim is opgezet met aantrekkelijke groengebieden, fraaie voetgangersroutes en -bruggetjes, forse waterpartijen en met mogelijkheden voor recreatie.

## De wijk

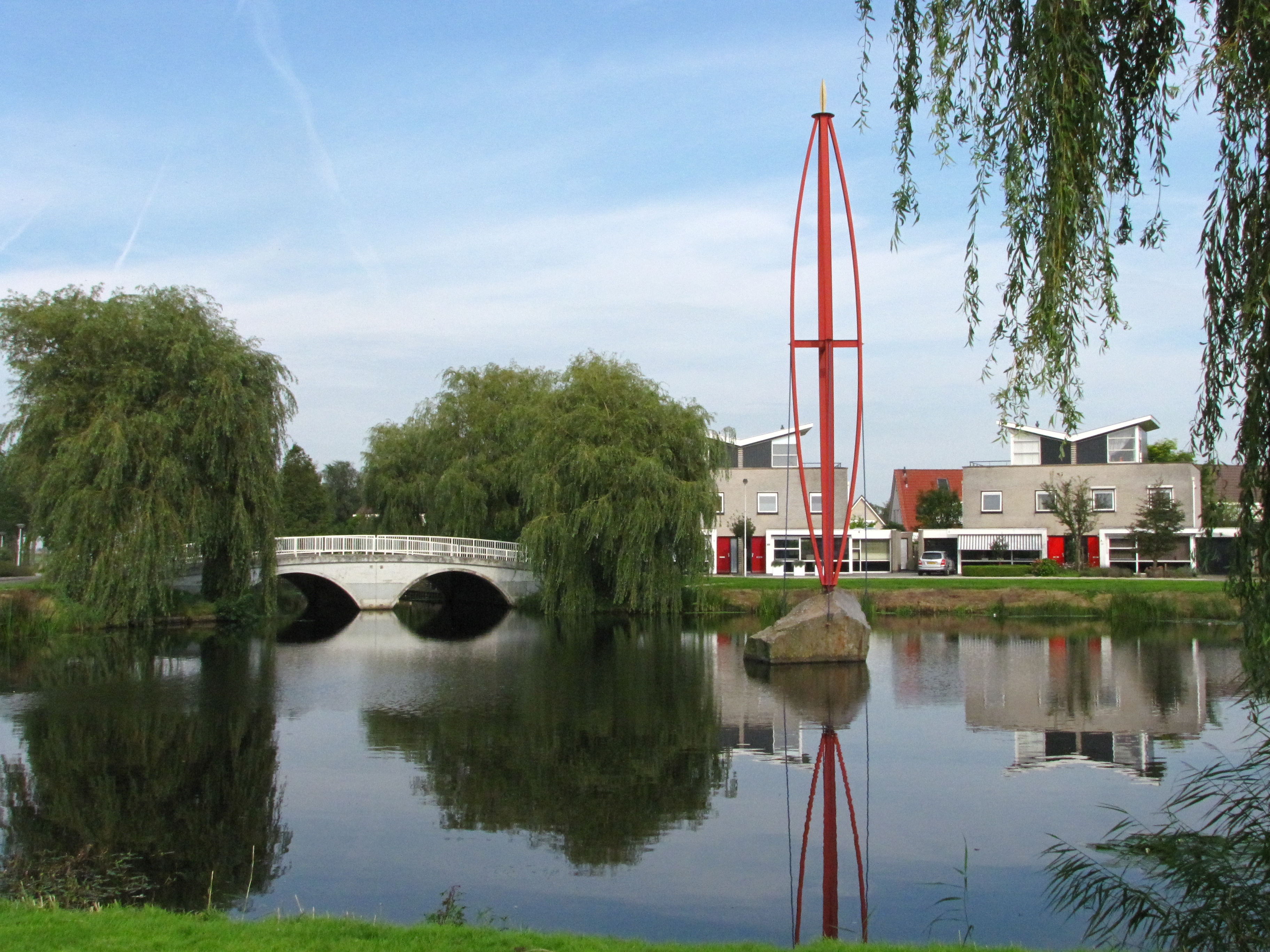
Het Baken (1995) staat in de voormalige Nieuwe Schipsloot, bij het Helmhout. Het werd onthuld ter afsluiting van de bouw van Skipsleat in westelijke richting.

De wijk bestaat voor 81 procent uit koopwoningen. Dit zijn vooral veel vrijstaande huizen en twee-onder-een-kapwoningen. Architectonisch zijn er weinig beperkingen opgelegd. De wijk bestaat dan ook uit veel verschillende typen huizen. Daarnaast staan er enkele appartementengebouwen. Langs de noordkant van de wijk ligt een smal park dat zich over de lengte van wijk uitstrekt. Dit park beslaat een hectare.
Straatnamen in Skipsleat zijn in het Fries. De meeste namen zijn scheepsonderdelen, als Kyl, Roefke, en Spegel. Aan de oostkant van de wijk hebben de namen betrekking op het aan- of afmeren van een boot zoals Dûkdalf en Steiger. De belangrijkste verkeersader in Skipsleat is het Helmhout. Deze straat kronkelt vanaf de E.A. Borgerstraat in noordoostelijke richting. Hierna buigt de straat af in noordwestelijke richting, om in een nagenoeg rechte lijn de wijk te doorkruisen en uit te komen op de Vegelinsweg.

### Water

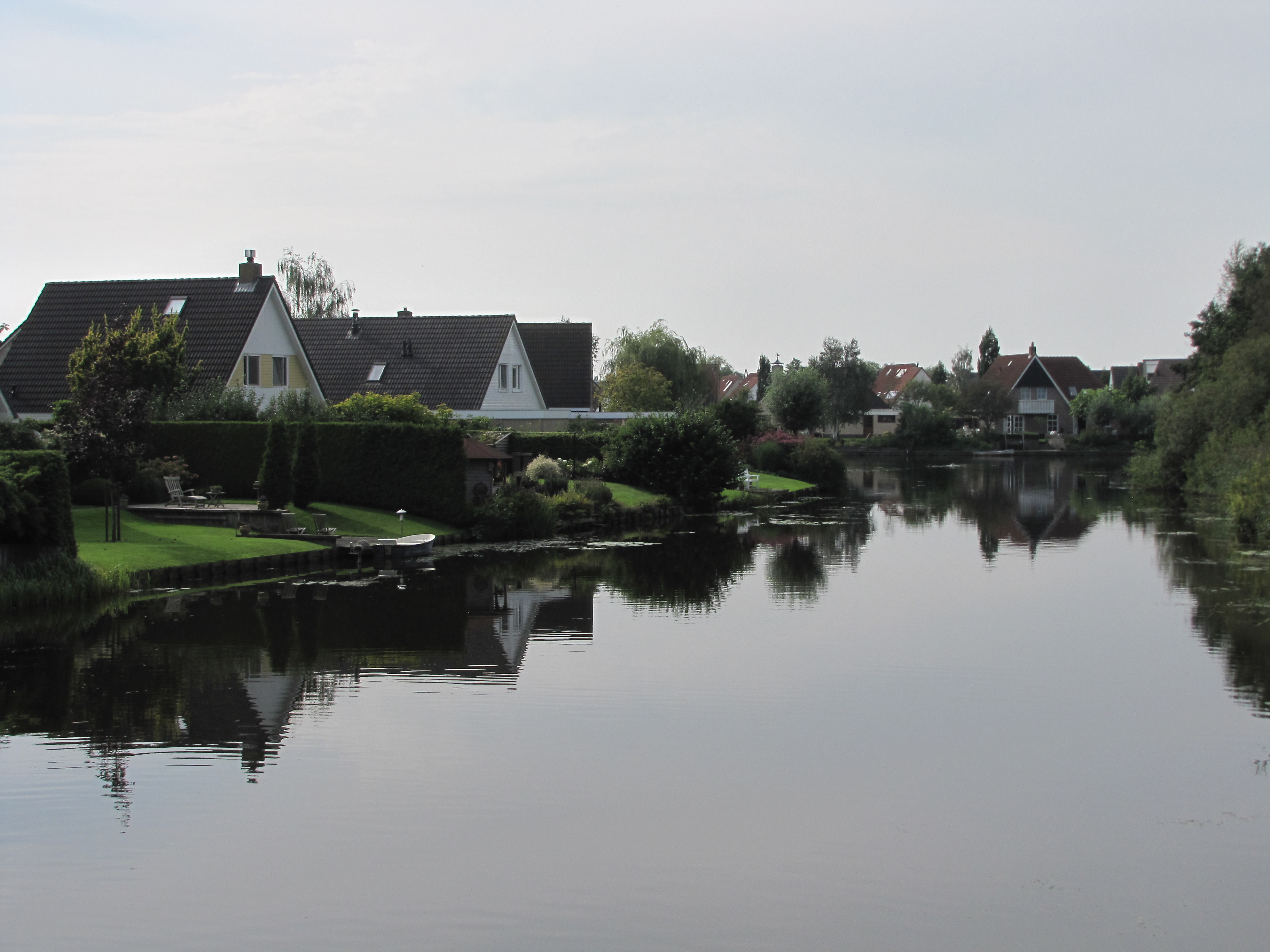
Woningen aan de Reling en Skroef

Skipsleat is de meest waterrijke wijk van Joure. Bijna twintig procent van het oppervlak bestaat uit water. Voorafgaand aan de aanleg van de wijk liep enkel de Nieuwe Schipsloot door het gebied. Deze vaart liep oorspronkelijk vanuit het centrum van Joure in noordelijke richting naar het voormalige Hornstermeer. Bij de aanleg van de wijk is de loop van de Schipsloot onveranderd gebleven.
De meeste kavels grenzen aan water. In het binnenste gedeelte van Skipsleat zijn de waterpartijen met elkaar verbonden door middel van duikers. De vijvers in de buitenste schil van de wijk lopen onder bruggen door en zijn daarom met kleine bootjes bevaarbaar. Er is echter geen verbinding met open vaarwater.

## Voorzieningen
In de wijk zijn weinig voorzieningen. Bij de bouw werd ervan uitgegaan dat winkels of scholen in de wijk niet nodig zouden zijn. Deze zijn er ook niet gekomen. Wel is een oude boerderij omgebouwd tot apotheek met dokterspraktijk. Langs de Haskerveldweg ligt een manege en complex met volkstuinen.
In 1990 wordt er besloten een plas met een strandje aan te leggen aan de oostkant van de Skipsleat. In de volksmond wordt dit het Jouster strandje genoemd. Twee jaar later wordt naast dit strand een fierljepschans geopend. Sinds de bouw van de wijk Wyldehoarne, hoort het gebied ten oosten van de waterplas officieel bij deze nieuwbouwwijk. Dit geldt dus ook voor het Jouster Strandje en de fierljepschans.
Blaauwhof · Broek Zuid · Jonkersland · Oud-Joure · Schepenkwartier · Skipsleat · Westermeer · Wyldehoarne · Zuiderveld